# Пью, Марк
Марк Э́нтони Пью (англ. Marc Anthony Pugh; родился 2 апреля 1987, Бейкап, Англия) — профессиональный футболист, полузащитник английского клуба «Клитероу».

## Футбольная карьера
Начал карьеру в академии «Бернли». Выступал за юношеские и за резервный составы клуба. В 2005 и 2006 годах выступал на правах аренды за «Киддерминстер Харриерс».
В начале 2006 года покинул «Бернли», став свободным агентом. 23 марта 2006 года стал игроком клуба «Бери». В оставшейся части сезона 2005/06 провёл за «Бери» шесть матчей и забил один мяч. По окончании сезона подписал первый в своей карьере профессиональный контракт сроком на один год. В сезоне 2006/07 провёл за «Бери» 41 матч и забил 4 мяча. Он отказался подписывать новый контракт с клубом.
29 мая 2007 года перешёл в «Шрусбери Таун». 11 августа 2007 года дебютировал за клуб в матче против «Линкольн Сити», сделав голевую передачу на партнёра. 15 декабря 2007 года забил свой первый гол за «Шрусбери» в матче против «Дагенем энд Редбридж». Всего в сезоне 2007/08 провёл за команду 38 матчей и забил 4 мяча. «Шрусбери» завершил сезон на 18-м месте в Лиге 2.
В сентябре 2008 года отправился в аренду в «Лутон Таун». Сыграл за клуб четыре матча, после чего вернулся в «Шрусбери». В марте 2009 года был арендован клубом Лиги 1 «Херефорд Юнайтед». В оставшейся части сезона провёл девять матчей и забил один мяч, а «Херефорд» выбыл из Лиги 1, заняв последнее 24-е место. В июне 2009 года Пью стал свободным агентом, так как «Шрусбери» аннулировал оставшийся год его контракта по соглашению сторон.
30 июня 2009 года подписал постоянный контракт с «Херефорд Юнайтед». Сезон 2009/10 Пью завершил в ранге лучшего бомбардира команды, забив 13 мячей в 46 матчах. По окончании сезона он отказался подписывать новый контракт и покинул клуб в качестве свободного агента.
4 июня 2010 года Пью подписал трёхлетний контракт с клубом Лиги 1 «Борнмут». 7 августа 2010 года дебютировал за клуб в матче против «Чарльтон Атлетик», а неделю спустя, 14 августа, забил свой первый гол за клуб в матче против «Питерборо Юнайтед». В сезоне 2010/11 Пью стал лучшим бомбардиром «Борнмута», забив 13 мячей в 47 матчах команды.
25 октября 2014 года «Борнмут» разгромил «Бирмингем Сити» со счётом 8:0, а Пью сделал в этой игре первый хет-трик в своей профессиональной карьере. По итогам сезона 2014/15 «Борнмут» выиграл Чемпионшип и впервые в своей 125-летней истории вышел в высший дивизион английского футбола. По утверждению главного тренера «Борнмута» Эдди Хау, Пью был одним из самых стабильных игроков команды в том сезоне, сыграв в 44 матчах и забив 9 мячей.
8 августа 2015 года Пью дебютировал в Премьер-лиге в матче против бирмингемского клуба «Астон Вилла». 22 августа забил свой первый гол в Премьер-лиге в выездном матче против «Вест Хэм Юнайтед» на «Болейн Граунд». Таким образом Марк Пью забивал в каждом из пяти высших дивизионов системы футбольных лиг Англии.
22 января 2019 года Пью, потерявший место в составе «Борнмута», был отдан в аренду до конца сезона 2018/19 клубу из Чемпионшипа «Халл Сити».

## Стиль игры
На протяжении своей карьеры Пью в основном играл на позиции вингера, но также может сыграть в роли атакующего полузащитника. Известен своим дриблингом, атакующими проходами и «умным движением» по полю".

## Достижения
Борнмут
- Победитель Чемпионшипа: 2014/15
- Второе место в Лиге 1: 2012/13